# فرودگاه بین‌المللی کازان
فرودگاه بین‌المللی قازان (به انگلیسی: Kazan International Airport) یک فرودگاه همگانی مسافربری با کد یاتا KZN است که یک باند فرود بتن دارد و طول باند آن ۳۷۲۴ متر است. این فرودگاه در شهر قازان کشور روسیه قرار دارد و در ارتفاع ۱۲۶ متری از سطح دریا واقع شده‌است.

## شرکت‌های هواپیمایی و مقصدهای پروازی
Kazan International Airport is served by the following passenger airlines (as of August 2015), all of which operate out of Terminal 1A:
| شرکت‌های هواپیمایی                       | مقصدهای پروازی |
| --------------------------------------- | --- |
| آئروفلوت                                | شرمتیوو |
| آئروفلوت اجرا توسط روسیه ایرلاینز       | پالکوو فصلی: سوچی                                                                                                   |
| ایر آستانه                              | آلماتی |
| ایربالتیک                               | ریگا |
| آنگارا ایرلاینز                         | چلیابینسک |
| اویا ترافیک کمپانی                      | مناس |
| آزل‌جت                                   | حیدر علی‌اف |
| Azur Air                                | چارتر فصلی: آنتالیا، کام رانح، دابولیم, پوکت                                                                        |
| Buta Airways                            | حیدر علی‌اف (آغاز از ۱ سپتامبر ۲۰۱۷)                                                                                 |
| چک ایرلاینز                             | پراگ رازیون |
| Dexter Air Taxi                         | پنزا, سرتو تسنترلنی                                                                                                 |
| الین‌ایر                                 | چارتر فصلی: سالونیک                                                                                                 |
| فن‌ایر اجرا توسط نوردیک رجیونال ایرلاینز | فصلی: هلسینکی |
| فلای‌دبی                                 | دوبی |
| جورجین ایرویز                           | تفلیس |
| Ikar                                    | چارتر فصلی: کام رانح، پوکت                                                                                          |
| کومی‌اویاترنس                            | سیکتیوکار |
| Nordavia                                | پالکوو |
| نوردویند ایرلاینز                       | شرمتیوو چارتر فصلی: کام رانح                                                                                        |
| Orenburzhye                             | اورنبورگ تسنترالنی، کورومچ                                                                                          |
| رویال فلایت                             | چارتر فصلی: سووارنابومی، آل مکتوم، دابولیم                                                                          |
| RusLine                                 | کولتسوو |
| اس۷ ایرلاینز                            | دوموده‌دوو |
| اسکات ایرلاینز                          | آستانه |
| سامان ایر                               | دوشنبه، خجند |
| ترکیش ایرلاینز                          | آتاترک |
| هواپیمایی ترکمنستان                     | عشق‌آباد |
| اورال ایرلاینز                          | دوشنبه چارتر فصلی: آنتالیا، دوبی                                                                                    |
| یوتی‌ایر اوییشن                          | ونوکووا، سورگوت، اوفا Hajj charter: ملک عبدالعزیز، شاهزاده محمد بن عبدالعزیز                                        |
| UVT Aero                                | چلیابینسک، پاشکوفسکی, نیژنوارتوفسک, تولمچوا، نووی اورنگوی، بولشویه ساوینو, سیمفروپول، سالخارد, سوچی، پالکوو، سورگوت |
| ازبکستان ایرویز                         | فرغانه، سمرقند، تاشکند                                                                                              |
| یامال ایرلاینز                          | رسچینو |